# جگن سپیدگون
کارکس کانسنس (نام علمی: Carex canescens) نام یک گونه از سرده جگن است.